# Alexander (cocktail)
Alexander è un cocktail ufficiale IBA a base di cognac, crème de cacao scura e panna.

## Storia
L'Alexander è un cocktail che compare già nelle prime guide di inizio '900, ma proprio per questo vi sono molte ipotesi legate all'origine di questo drink.

I primi ricettari che certificano la preparazione di un cocktail denominato "Alexander" sono il "Jackʼs Manual" scritto da J. A. Grohusko nel 1910, e il "Straub's manual of mixed drinks" del 1913, ma la ricetta, totalmente differente, prevedeva l'uso di rye whiskey e Bénédictine. La ricetta attuale denominata con il nome corrente compare la prima volta nel testo "New bartender's guide" redatto da Charles S. Mahoney e Harry Montague nel 1914. 
 Una leggenda, meno accreditata, afferma che il cocktail fu creato da Troy Alexander, barista del ristorante Rector's  di New York agli inizi del '900, per festeggiare il successo della campagna pubblicitaria della Delaware, Lackawanna and Western Railroad: basandosi sul vestito bianco della mascotte, Phoebe Snow, creò un cocktail basato sulla crema di latte.
Parallelamente, in Inghilterra, fu creato un cocktail simile, ma denominato diversamente: creato a Londra nel 1922 da Henry Mc Elhone al "Ciro's Club", il cocktail fu dedicato al matrimonio fra la principessa Mary e il conte Henry Lascelles. 

## Composizione

### Ingredienti
- 3 cl di Cognac
- 3 cl di crème de cacao scura
- 3 cl di panna

### Preparazione
Versare gli ingredienti in uno shaker pieno di ghiaccio e shakerare molto vigorosamente. Filtrare dunque in una coppetta da cocktail ghiacciata e guarnire eventualmente con una spolverata di noce moscata.

## Descrizione
L'Alexander è un cocktail decisamente dolce grazie all'uso del cacao e della panna, proprietà che, unitamente al basso tenore alcolico (inferiore solitamente ai 20° alc.), lo rende un cocktail spesso bevuto dalle donne. Tecnicamente è un after dinner classico preparato con la tecnica shake and strain, facente parte della categoria "trio cocktail", che grazie alla sua fama ha dato origine alla famiglia omonima degli Alexander cocktails.

## Nome
L'alexander, date le molteplici origini, viene chiamato anche Gin Alexander, Princess Mary e Panamà (quest'ultimo nome erroneamente in quanto indica un Brandy Alexander o la variante col rum). L'origine del nome "Alexander" è incerta:
- dedicato ad Alessandro Magno, il grande condottiero macedone;
- dedicato al maresciallo Alexander, che divenne conte di Tunisi dopo la vittoria a El Alamein sulle truppe dell'Asse, nel 1943;
- dedicato al letterato Alexander Woollcott;
- dedicato allo zar Alessandro II di Russia;
- prende il nome dal creatore Troy Alexander, barman al "Rector's".[2][7][8].

## Varianti
Data l'origine molto vecchia di questo drink, l'Alexander ha attraversato molte generazioni, dando origine nel tempo a moltissime varianti:
- Grasshopper: sostituisce il brandy con la crème de menthe verde; anche questa variante è classificata fra i cocktail ufficiali IBA.
- Alexandra: sostituisce la noce moscata con il cacao in questa versione veniva utilizzato la crema di cacao chiara al posto di quella scura[8]
- Alexander's Sister: sostituisce alla crème de cacao la crème de menthe[9][10]
- Alexander's Cousin: sostituisce alla crème de cacao e alla panna la crema di whiskey (può essere composta con cognac o gin)[11]
- Alejandro (o Panamà): sostituisce il brandy con il rum [12][13]
- Alexandre (o erroneamente Velvet Hammer): sostituisce al brandy il triple sec [14]
- Oleksandr: sostituisce al brandy la vodka
- Iksander (o Coffee Alexander): sostituisce il brandy con il liquore al caffè (se utilizza un prodotto commerciale prende il nome dal marchio, ad esempio: kahlúa, Tia Maria, Borghetti)[15]